# Àguila de les Filipines
L'àguila de les Filipines (Nisaetus philippensis) és una espècie d'ocell de la família dels accipítrids (Accipitridae). Habita els boscos d'un bon nombre de les illes majors i septentrionals de les Filipines. El seu estat de conservació es considera en perill d'extinció.